# Ferdinand Simoneit
Ferdinand Simoneit (* 14. Juni 1925 in Duisburg; † 3. April 2010 in Löffingen) war ein deutscher Journalist, Autor und Journalistenlehrer.

## Leben
Er hat über 25 Titelgeschichten und 50 Interviews, wie zum Beispiel mit Heinrich Nordhoff, Georg Leber, Nikita Chruschtschow, Walter Ulbricht, Henry Ford II, für den Spiegel geschrieben. Als Schriftsteller war er ebenfalls sehr erfolgreich, sein zweites Buch, Die neuen Bosse, stand 1966/67 52 Wochen lang auf der Bestsellerliste des Spiegels. Er war lange Zeit Jurymitglied beim Rheinischen Sparkassen- und Giroverband, der Dekra und dem Bund der Steuerzahler. 1995 war er Laudator beim World Press Photo Award. Im Jahr 2012 wird zum ersten Mal der Ferdinand Simoneit-Nachwuchspreis für Wirtschafts- und Finanzjournalismus der Georg von Holtzbrinck-Schule in Zusammenarbeit mit dem Verband der PSD Banken e. V. vergeben. Der mit 10.000 Euro dotierte Nachwuchspreis soll gezielt junge Journalisten aus den Ressorts Wirtschaft und Finanzen ansprechen.

### Berufliche Stationen
Im Zweiten Weltkrieg als Panzersoldat der Waffen-SS schwerverwundet, war er anschließend in sowjetischer Gefangenschaft und englischer Internierung. Nach dem Krieg war er kurzzeitig Hafen- und Bauarbeiter in Duisburg. Danach studierte er Architektur, was er durch seine Architekturkritiken in Zeitungen (u. a. in WAZ, Welt, Welt am Sonntag, Rheinische Post u. a.) finanzierte. Als Journalist war er Berichterstatter aus Moskau und Neu-Delhi.
Ab 1953 machte er eine journalistische Ausbildung bei der Rheinischen Post. 1955 war er als Spiegel-Redakteur erster deutscher Journalist in der Volksrepublik China. Er war ebenfalls Leiter der Redaktion Düsseldorf und Reisekorrespondent für den gesamten Osten. Von 1971 bis 1974 war er Chefredakteur des Wirtschaftsmagazins Capital. Er war der Gründer und Herausgeber der Infodienste Capital Persönlich und Capital Vertraulich. Im Jahr 1975 wurde er Redaktionsdirektor und Mitglied der Geschäftsleitung der Motor Presse Stuttgart und Gründer von Zeitschriften (u. a. Motor Klassik). Ferdinand Simoneit war Initiator des Stuttgarter Modells, der Ausbildung von Volontären zu Fachjournalisten. Ab 1978 war er Lehrbeauftragter für Fachjournalismus an der Universität Hohenheim und ab 1988 Professor der Universität Hohenheim und Chefredakteur des Hohenheimer Umweltjournals. Er war auch der Gründer und erster Leiter der Georg von Holtzbrinck-Schule für Wirtschaftsjournalisten in Düsseldorf und führender Mitarbeiter in der Medienakademie Stuttgart. Ebenfalls war er Lehrbeauftragter für Journalismus an der Universität Passau sowie an der Dualen Hochschule Baden-Württemberg Ravensburg, Schreiblehrer der Volontäre des ZDF in Mainz, Lehrer im ersten Lehrgang an der Bonner Journalisten Akademie, Journalismus-Berater von Konzernen (DaimlerChrysler, Laser-Leibinger, Dekra, Vogel-Verlag, Gong-Verlag), Beiratsmitglied Mercedes-Konzernmagazin, Karriereberater der Studentenvereinigung AIESEC und Gründungsberater der Zeitschrift Finanztest der Stiftung Warentest in Berlin. Für die südamerikanische Nachrichtenmagazine Progress war er jahrelang Europa-Korrespondent.

## Publikationen

### Bücher
- 1963: Ta Ta Tan Tan. Die Wirklichkeit Rotchinas. Econ Düsseldorf (Mitautor)
- 1966: Die neuen Bosse oder So wird man Generaldirektor. Econ Düsseldorf (Wirtschaftsbuch)
- 1980: Die Rosenthalstory. Econ Düsseldorf (Kunstbuch)
- 1985: Indiskretion Ehrensache. Ullstein München (Journalistenbuch)
- 1989: … mehr als der Tod. Ullstein München (Kriegsroman)
- 1993: Mein Freund ist ein lackierter Kampfhund. Lübbeverlag Berg Gladbach (zur Verteidigung des Autos)
- 1995: 49 Köpfe der deutschen Wirtschaft. Schäffer & Pöschel Verlag Stuttgart (Herausgeber) (Wirtschaftsbuch)

### Reportagen
- Das Geheimnis von Wolfsburg. Im geheimen Entwicklungszentrum von Volkswagen. (Spiegel)
- Besuch an der Pferdebrücke. In einer Kommune in Rotchina. (Spiegel)
- Denkfabrik Weissach (das Entwicklungszentrum von Porsche)
- Interview mit ehemaligem Mercedes Cargroupchef Hubbert (Playboy)
- Im Tal des Todes. Autotest in Death Valley/Kalifornien.
- Warten in Tadjemout. Leben in einer verlassenen Sahara-Oase.
- Eiskalt am Eismeer bei minus 40 Grad am Ende der Welt.
- Zwei Iltisse in der Wüste, auf Versuchsfahrt in der Sahara.
- Taxi nach Singapur. 500 km durch den Urwald von Malaysia.
- Weltmeister. Was sonst? Wie junge Männer ihre Karriere als Rennfahrer planen.

### Veröffentlichungen über Simoneit
- Alles über Simoneit (Die Volontäre der Motor Presse über ihren Lehr-Herrn)
- Das war’s (Die Schüler der Georg von Holtzbrinck-Schule über ihren Ausbilder)
- betr. Simoneit. Hausmitteilung im Spiegel über Simoneit
- Heinrich Nordhoff, K.A. Schenzinger, H. Simon und A. Zischka, Wilhelm Andermann Verlag, München

## Bekannte Schüler
- Peter Brors, Stellvertretender Chefredakteur Handelsblatt
- Hans-Martin Burr, Gesamtchefredakteur der Computer-Bild-Gruppe
- Joachim Dorfs, Chefredakteur der Stuttgarter Zeitung
- Christian Hiller von Gaertringen, Redakteur der FAZ
- Norbert Haug, deutscher Journalist und Motorsport-Chef von Mercedes-Benz
- Malte Jürgens, Chefredakteur des Magazins Motor Klassik
- Steffen Klusmann, Chefredakteur der Financial Times Deutschland
- Isabel Körner, Moderatorin der RTL Television Nachrichten
- Thomas Knüwer, (Gründer der Unternehmensberatung Kpunktnull, Autor der Weblogs Indiskretion Ehrensache und Gotorio)
- Christoph Seeger, Chefredakteur des Harvard Businessmanager
- Gabor Steingart, Chefredakteur des Handelsblatt
- Ursula Weidenfeld, freie Journalistin
- Reinhold Ziegler, Schriftsteller und freier Journalist, Volontär Motor Presse Stuttgart: 1983